# Vilnius Airport
Vilnius Airport (IATA: VNO, ICAO: EYVI) (litauisk: Vilniaus Oro Uostas) er den største civile lufthavn i Litauen. Lufthavnen ligger 7 km syd for Vilnius, hovedstaden i Litauen. Den første flyvning fandt sted i 1944 og den gamle terminal blev bygget i 1954.
Vilnius Airport er statsligt ejet, etableret af transportdepartementet i Litauen i 1991. airBaltic var det største flyselskab i lufthavnen i 2006, tæt fulgt af flyLAL, et nationalt litauisk flyselskab.

## Statistik
Passagertal for Vilnius Airport
| År             | passagerer | +/- %   | flyvninger |
| -------------- | ---------- | ------- | ---------- |
| 2006           | 1.451.468  | +13,2%  | 29.347     |
| 2007           | 1.717.222  | +18,3%  | 32.840     |
| 2008           | 2.048.439  | +19,3%  | 37.839     |
| 2009           | 1.308.632  | −36,1%  | –          |
| 2010           | 1.373.859  | +4,98%  | 26.106     |
| 2011           | 1.712.467  | +24,7%  | 27.703     |
| 2012           | 2.208.099  | +28,94% | 29.995     |
| 2013 (jan-aug) | 1.756.119  | +21,79% | 21.164     |

Baltikums travleste lufthavne efter passagerer
| Land    | Lufthavn         | 2012      | 2011      | 2010      | 2009      | 2008      | 2007      | 2006      | 2005      | 2004      | 2003    | 2002    | 2001    |
| ------- | ---------------- | --------- | --------- | --------- | --------- | --------- | --------- | --------- | --------- | --------- | ------- | ------- | ------- |
| Letland | Riga Airport     | 4.767.764 | 5.106.692 | 4.663.647 | 4.066.854 | 3.690.549 | 3.160.945 | 2.495.020 | 1.878.035 | 1.060.426 | 711.753 | 633.322 | 622.647 |
| Litauen | Vilnius Airport  | 2.208.096 | 1.712.467 | 1.373.859 | 1.308.632 | 2.048.439 | 1.717.222 | 1.451.468 | 1.281.872 | 964.164   | 719.850 | 634.991 | 584.171 |
| Estland | Tallinn Lufthavn | 2.206.791 | 1.913.172 | 1.384.831 | 1.346.236 | 1.811.536 | 1.728.430 | 1.541.832 | 1.401.059 | 997.941   | 715.859 | 605.697 | 573.493 |
| Litauen | Kaunas Airport   | 830.268   | 872.618   | 809.732   | 456.698   | 410.165   | 390.881   | 248.228   | 77.350    | 27.113    | 21.732  | 19.891  | 20.137  |
| Litauen | Palanga Airport  | 128.169   | 111.133   | 102.528   | 104.600   | 101.586   | 93.379    | 110.828   | 94.000    | 76.020    | 46.666  | 45.971  | 45.660  |

## Hændelser og ulykker
Scandinavian Airlines Flight 2748, der blev fløjet med Dash-8-400 (LN-RDS) med 48 passagerer og 4 besætningsmedlemmer, lettede fra Københavns Lufthavn den 12. september 2007. Flyet var på vej til Palanga, Litauen, men blev omdirigeret til Vilnius Lufthavn, der var bedre egnet til en nødlanding: Før landingen blev der konstateret problemer landingsstellet. Ved landingen kollapsede landingsstellet. Alle passagerer og besætningsmedlemmer blev evakueret sikkert. De lokale embedsmænd i Vilnius Airport bemærkede, at dette var den mest alvorlige hændelse i de seneste år. Denne ulykke, sammen med Aalborg-ulykken blot få dage tidligere, forårsagede alle SAS' Dash 8-400 fly fik flyveforbud indtil begyndelsen af oktober.

## Transport

### Tog
Der er direkte togforbindelse mellem Vilnius Lufthavns Station og den centrale station i Vilnius. Afstanden fra lufthavnen til Vilnius centralstation er 4,3 km og turen tager 7 minutter, hvilket er den hurtigste transport fra lufthavnen til byens centrum. Togene kører dagligt fra 5:45 til 21:10. I myldretiden er intervallet mellem afgangene er fra 35 min., uden for myldretiden op til 1 time og 15 min. En enkeltbillet koster 2,50 LTL (~ 0,73€).